# طاق‌بستان (کرمانشاه)
طاق‌بستان، وسطام، وه‌سام یا وه‌سان (به کردی: تاق‌وه‌سان، وه‌سام یا وه‌سان)، روستایی از توابع بخش مرکزی شهرستان کرمانشاه در استان کرمانشاه ایران است. روستای طاق‌بستان امروزه در داخل محدودۀ شهری کرمانشاه قرار گرفته و یکی از محلات این شهر به‌شمار می‌آید. این روستا در شمال شهر کرمانشاه و در دامنه کوه پراو واقع شده‌است، کتیبه‌های سنگی دوران ساسانیان معروف به آثار باستانی طاق بستان در مجاورت و شمال غرب این روستا قرار دارد. 

## زبان
مردم طاق‌بستان به زبان کردی و گويش‌های جموری و پایرونی صحبت می‌کنند.

## جمعیت
روستای طاق‌بستان هم‌اکنون دارای بیش از ۲۵۰۰ نفر جمعیت در قالب بیش از ۳۰۰ خانوار است.

## تاریخ وسطام
در منابع مختلف تاریخی به شهر وسام (وسطام) اشاره شده‌است. حمدالله مستوفی در نزهةالقلوب که در ۱۳۳۹ میلادی نوشته شده‌است، از «وسطام» به عنوان یکی از ۱۶ ولایت کردستان یاد کرده و آن را دهی بزرگ توصیف کرده که در مقابل «صفۀ شبدیز» قرار دارد و آب و هوایی معتدل دارد و آبش از رودخانۀ کوله‌که‌و تأمین می‌شود.

## طرح جابه‌جا کردن روستا
ادارۀ میراث فرهنگی، صنایع دستی و گردشگری استان کرمانشاه که قصد دارد تا طاق‌بستان را برای ثبت در فهرست میراث جهانی یونسکو آماده کند، در آبان ۱۴۰۱ از طرح جابه‌جایی روستای تاریخی وه‌سام (طاق‌بستان) خبر داد. به گفتۀ‌ او این طرح مربوط به سال‌ها پیش بوده که اجرایی نشده‌است. بر اساس این طرح ادارۀ‌ میراث فرهنگی به استانداری کرمانشاه پیشنهاد داده تا زمینی با کاربری فضای سبز به کاربری مسکونی تغییر داده شده و در اختیار مردم روستای وه‌سام قرار گیرد و در مقابل زمین کنونی روستا به فضای سبز تبدیل شود. معاون اداره کل میراث فرهنگی و گردشگری استان در دی ۱۴۰۱ ادعا کرد که طرح جابه‌جایی روستای وسطام از زمان ناصرالدین‌شاه قاجار مطرح بوده‌است.
در اردیبهشت ۱۴۰۴ مدیر پایگاه ملی تاق‌بستان طرح جابه‌جایی روستای وه‌سام را مربوط به دهه‌های ۴۰ و ۵۰ خورشیدی دانست. او از مطرح شدن دوبارۀ این طرح خبر داد و گفت با همکاری شهرداری و ادارۀ کل راه و شهرسازی و با حمایت استانداری فضایی بزرگ‌تر در نزدیکی همین منطقه برای اهالی روستا در نظر گرفته خواهد شد و مشوق‌هایی در اختیار مردم قرار خواهد گرفت تا برای ساخت و ساز و جابه‌جایی اقدام کنند.